# Saint-Cierge-la-Serre
Saint-Cierge-la-Serre är en kommun i departementet Ardèche i regionen Auvergne-Rhône-Alpes i sydöstra Frankrike. Kommunen ligger  i kantonen La Voulte-sur-Rhône som ligger i arrondissementet Privas. År 2022 hade Saint-Cierge-la-Serre 246 invånare.

## Befolkningsutveckling
Antalet invånare i kommunen Saint-Cierge-la-Serre
Referens: INSEE